# Asplenium seelosii
Asplenium seelosii är en svartbräkenväxtart. Asplenium seelosii ingår i släktet Asplenium och familjen Aspleniaceae.

## Underarter
Arten delas in i följande underarter:
- A. s. catalaunicum
- A. s. glabrum
- A. s. seelosii